# Diana Rast
Diana Rast (* 28. August 1970) ist eine ehemalige Schweizer Radrennfahrerin.
1996 belegte Diana Rast Platz zwei beim Giro della Toscana Femminile und wurde Schweizer Vize-Meisterin im Strassenrennen. Im selben Jahr startete sie bei den Olympischen Spielen in Atlanta und wurde im Einzelzeitfahren und im Strassenrennen jeweils 15.
1997 gewann Rast die Berner Rundfahrt und wurde Dritte in der Gesamtwertung der Emakumeen Bira. 2000 wurde sie Schweizer Meisterin im Strassenrennen und gewann den GP Winterthur.
Nach ihrem Rücktritt vom aktiven Radsport im Jahre 2005 war Diana Rast bis 2012 als Trainerin am Regionalen Radsportzentrum Nordwest tätig. Heute führt sie in Vordemwald ein eigenes Fahrradgeschäft.